# Megophrys stejnegeri
Espèce
Statut de conservation UICN

 LC  : Préoccupation mineure
Megophrys stejnegeri est une espèce d'amphibiens de la famille des Megophryidae.

## Répartition
Cette espèce est endémique des Philippines. Elle se rencontre sur les îles de Basilan, de Biliran, de Bohol, de Dinagat, de Leyte, de Samar et de Mindanao,.

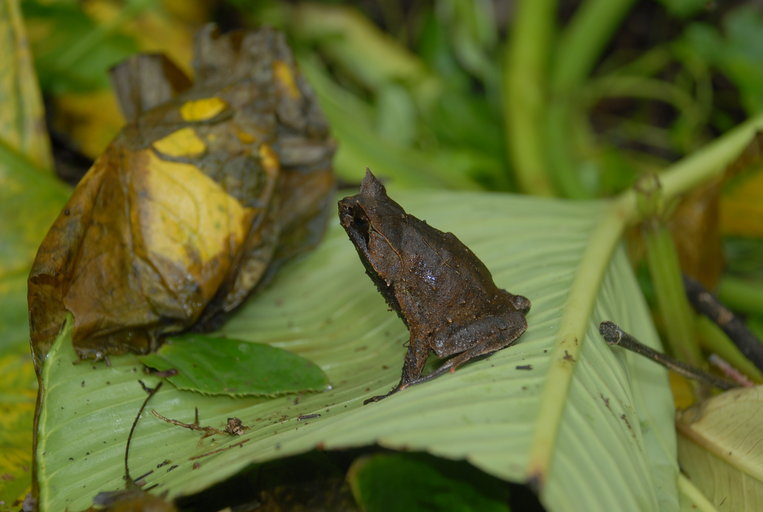

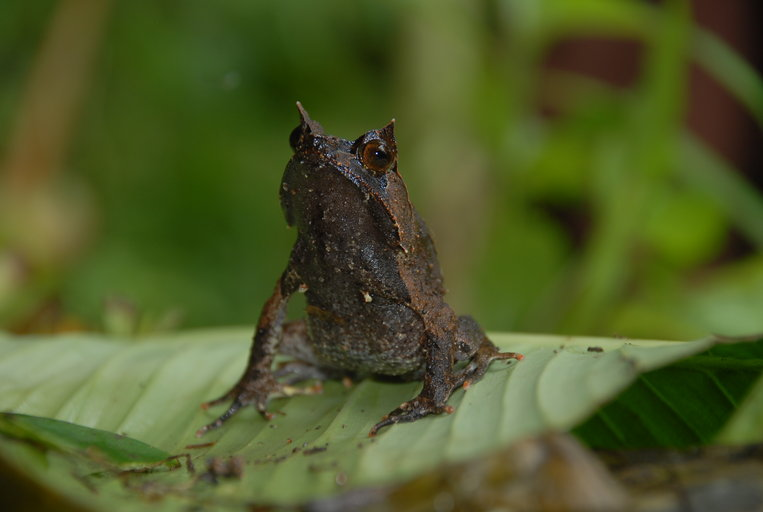

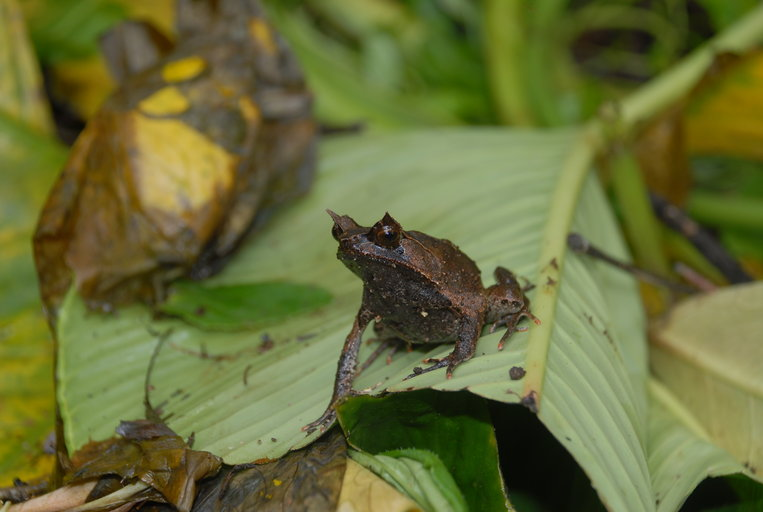

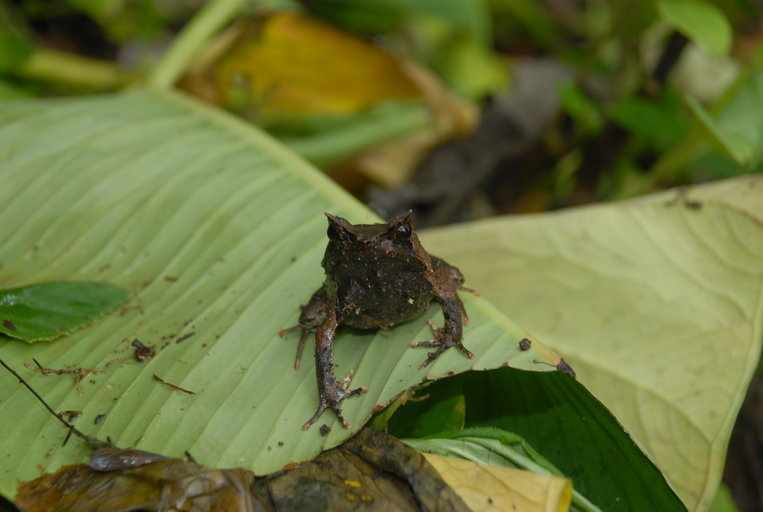

## Étymologie
Cette espèce est nommée en l'honneur de Leonhard Hess Stejneger, zoologiste américain d'origine norvégienne (1851-1943).

## Publication originale
- Taylor, 1920 : Philippine Amphibia. Philippine Journal of Science, vol. 16, p. 213–359 (texte intégral).